# Christian Guiberteau
Christian Guiberteau, né le 6 janvier 1968 à Cholet en Maine-et-Loire, est un ancien coureur cycliste amateur français, devenu par la suite directeur sportif. Il occupe actuellement ce poste dans l'équipe Picnic PostNL.

## Biographie
Remarqué par Jean-René Bernaudeau qui l'engage dans son équipe Vendée U, en tant qu'amateur, il remporte une trentaine de victoires.
Il n'a pris part à aucune édition du Tour de France en tant que coureur. On le voit pour la première fois en 2004 sur le Tour en tant que directeur sportif.
Toujours fidèle à Jean-René Bernaudeau, il est directeur sportif des équipes Bonjour de 2000 à 2002 et Brioches La Boulangère de 2003 à 2004, puis directeur sportif dans la formation Bouygues Telecom de 2005 à 2009. De 2016 à 2022, il occupe cette fonction chez Cofidis.
Depuis 2023, il est aujourd'hui directeur sportif chez dsm-firmenich PostNL.

## Palmarès
- 1992
  - Circuit du Bocage vendéen
  - 2e de Jard-Les Herbiers
- 1993
  - 2e du Circuit des Deux Provinces
- 1994
  - 2e étape du Circuit des plages vendéennes
  - Circuit de la vallée de la Loire
  - 2e de la Primevère Montoise
  - 2e du championnat des Pays de la Loire
  - 3e de Bordeaux-Saintes
  - 3e de la Flèche Charente limousine
- 1995
  - Grand Prix de Saint-Georges-sur-Loire
  - 3e du Grand Prix de la Tomate
- 1996
  - 4e étape du Tour Nivernais Morvan
- 1997
  - 6e étape du Circuit des plages vendéennes